# 1564 en littérature
| Années de la littérature : 1561 - 1562 - 1563 - 1564 - 1565 - 1566 - 1567    |
| Décennies de la littérature : 1530 - 1540 - 1550 - 1560 - 1570 - 1580 - 1590 |

Cet article présente les faits marquants de l'année 1564 en littérature.

## Évènements
- 24 mars : publication du nouvel Index librorum prohibitorum[1].

- Un libraire d'Augsbourg, Georges Willer, entreprend de publier un catalogue des livres mis en vente à chaque foire de Francfort (1564-1600)[2].

## Parutions
- 1er janvier : le philologue néolatin hongrois Johannes Sambucus rédige la préface de ses Emblemata, livre d'emblèmes publié chez Christophe Plantin à Anvers[3].

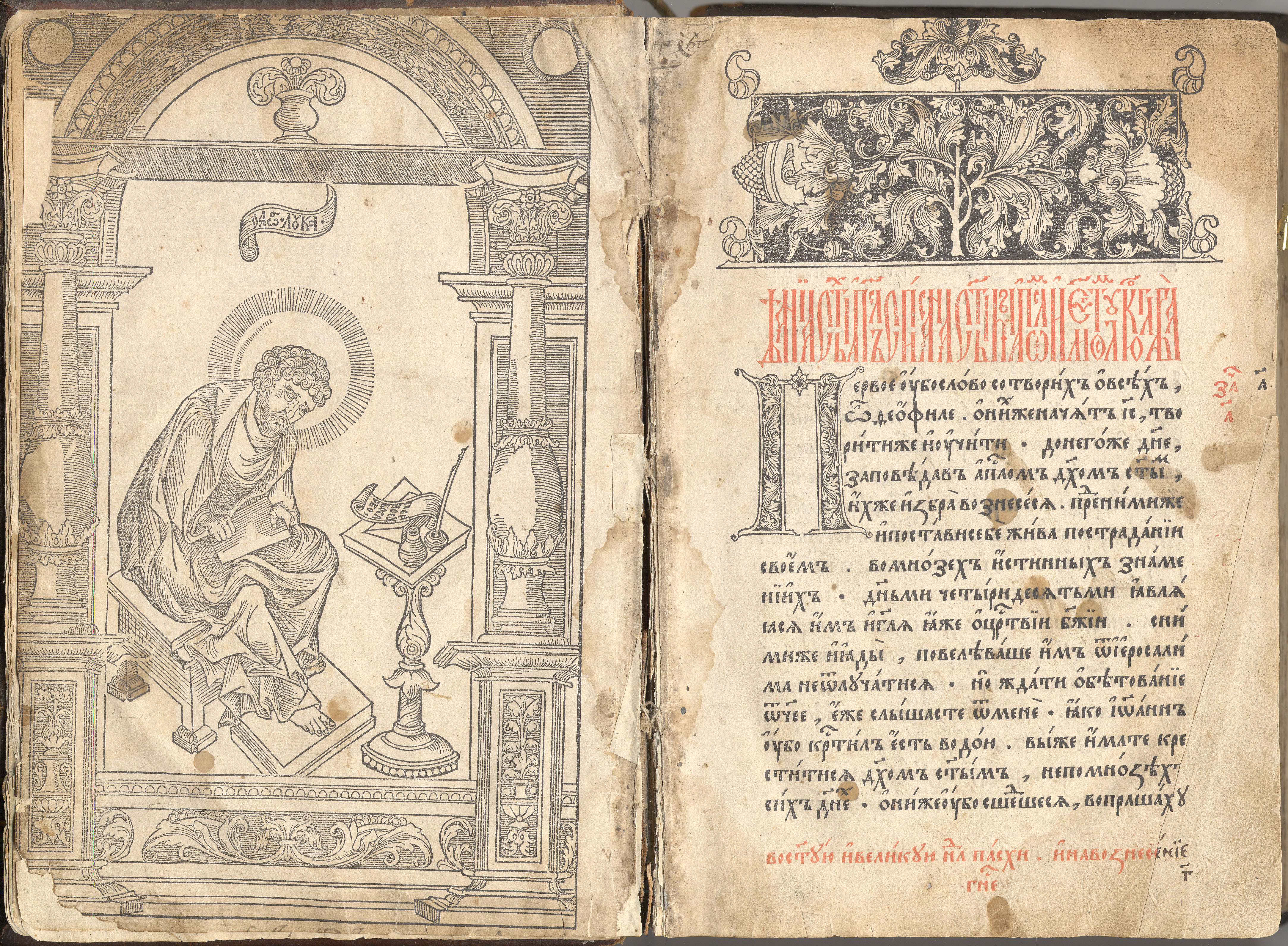
Frontispice de L’Apostol de 1564.

- 1er mars : achevé d'imprimer de L’Apostol (« Actes des Apôtres »), le premier livre imprimé à Moscou par des imprimeurs russes, Ivan Fedorov et Pierre Mstislavets (ru), formés par un imprimeur danois que le roi du Danemark avait envoyé en Russie à la demande du Tsar[4].
- 31 mars : Monas Hieroglyphica ouvrage hermétiste de John Dee, est publié à Anvers[5].

- Regimiento de la vida, du marrane Moses Almosnino (en), est édité à Salonique[6].
- Parution du Festin des Sages, en tibétain Khépé Gatön, un ouvrage sur l'histoire du bouddhisme et du Tibet de Tsouglag Trengwa, le 2e Pawo Rinpoché[7].
- Parution posthume du Cinquiesme livre de la geste pantagruélique de François Rabelais[8].
- Itinerario delle poste per diverse parti del mondo, de Giovanni da l'Herba, édité à Venise[9].

## Naissances
- 26 février : baptême de Christopher Marlowe, poète, dramaturge et espion anglais († 1593).
- 23 avril : William Shakespeare, poète, dramaturge et écrivain anglais († 1616).

## Décès
- 29 août : Lodovico Domenichi, traducteur et écrivain italien (né en 1515).
- Vers 1564 : Maurice Scève, poète français, né vers 1501.